# Union sportive Marmande rugby
Maillots
Actualités
Dernière mise à jour : 18 juillet 2022.
L'Union sportive marmandaise rugby (US Marmande, ou USM) est un club français de rugby à XV basé à Marmande, en Lot-et-Garonne.
Il évolue actuellement en Nationale 2.

## Histoire

### Débuts du club

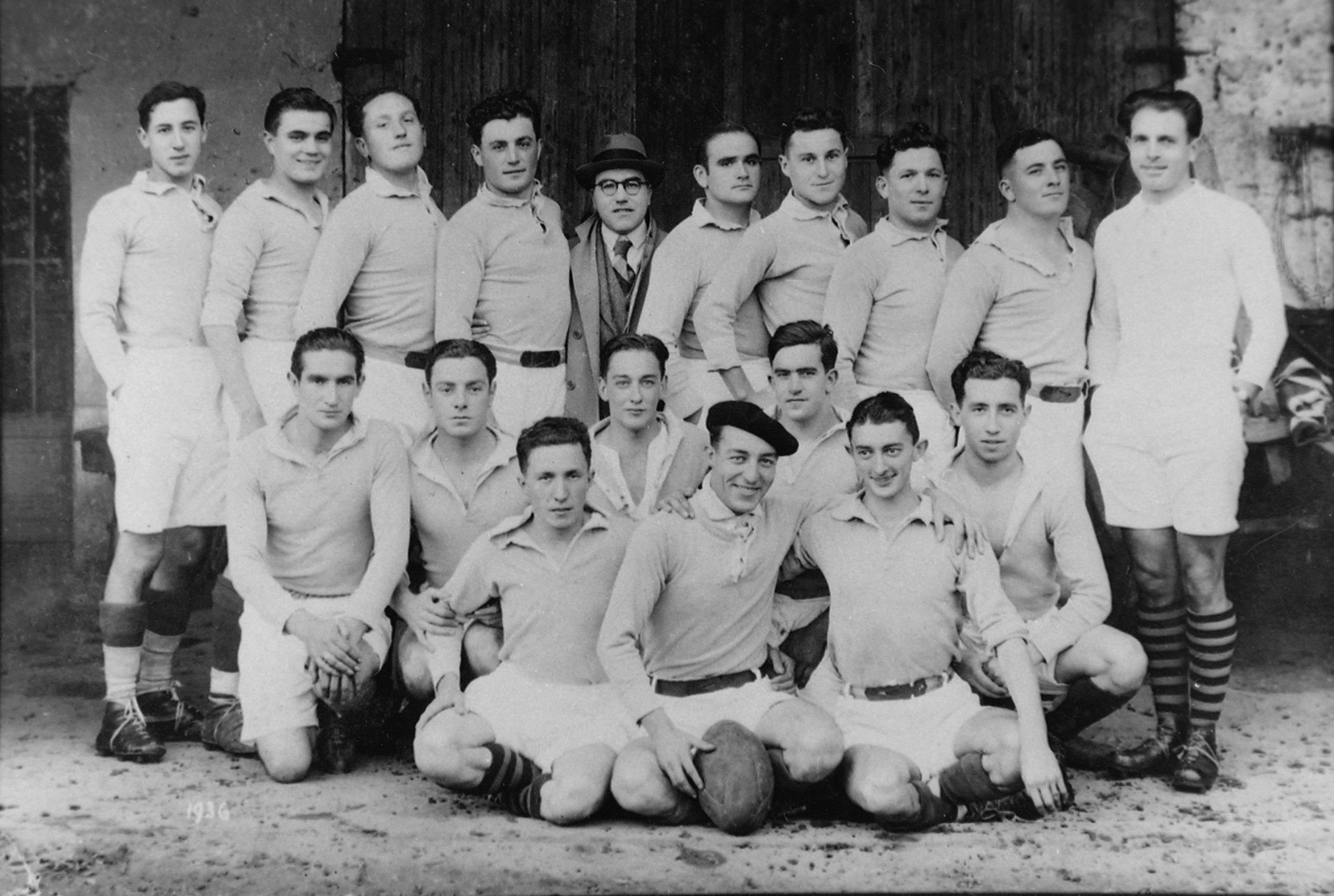
L'US Marmande en 1935, présidée par Pierre Miller et emmenée par Albert Ferrasse (debout, deuxième en partant de la gauche)

Le club est fondé en 1911 sous le nom d'Union sportive marmandaise.

#### Montée en première division
Le club dispute le championnat de France de première division pendant 6 saisons consécutives entre 1948 et 1953.
Descendu en Fédérale, il en est finaliste lors de la saison 1959-1960, finale perdue 16 à 3 contre l'US Bergerac. Il retrouve la première division à plusieurs reprises de 1961 à 1964, en 1973 puis de 1975 à 1976.

#### Champion de France du groupe B 1985
C'est lors de la saison 1984-1985 que le club, renforcé par l'ailier agenais Éric Saphy remporte son premier titre en battant le SA Hagetmau en finale du championnat de France du groupe B à Condom.

#### Entre le groupe A et le groupe B entre 1986 à 1995
La saison suivante, le club est relégué avec un bilan de 4 victoires, un nul et 13 défaites. Marmande retourne en groupe B en 1987 puis profite d’un changement de formule du championnat pour retrouver l’élite en 1988 via une poule de brassage où il réussit à devancer le club de Nîmes, qui jouait depuis 6 ans en groupe A.
Le club est la même année finaliste du challenge de l'Espérance.
Marmande joue ensuite en groupe B entre 1989 et 1996.
Pour son retour en groupe B en 1989, Marmande termine quatrième d'une poule difficile avec le SC Tulle, l'USA Limoges, le
RO Castelnaudary, l'US Ussel, le Stade ruthénois, l'Avenir valencien et le SA Condom mais échoue ensuite dès les premiers tours des phases finales.
La saison 1990 est plus difficile pour le club qui reste en groupe B puis ne termine que sixième de sa poule de huit.
En 1991, l'USM termine en tête de sa poule mais ne parvient pas à remonter en groupe A, conséquence d'une défaite en quart de finale.
La saison 1992 voit arriver le futur demi de mêlée international Stéphane Castaignède qui ne tarde pas à devenir le leader de cette équipe.
Troisième de son groupe, Marmande manque de peu d'accéder aux barrages d'accès au groupe A.
Premier de sa poule en 1993, Marmande manque encore de peu la remontée en groupe A après avoir échoué en huitième de finale.
L’entraîneur Michel Couturas champion avec le SU Agen en 1988 quitte alors le club pour rejoindre le CS Bourgoin-Jallieu.

#### Remontée en groupe A2
Avec l'arrivée du professionnalisme en 1995, Marmande rejoint le groupe A2 après une victoire en match de barrage contre Graulhet.
En fin de saison, Sébastien Bonetti part pour le Biarritz olympique.
Le club qui garde son statut amateur jusqu'en 2000 continue ensuite de perdre ses meilleurs éléments comme le demi de mêlée Stéphane Castaignède.
Resté en Pro D2 devenu professionnel, il quitte alors son statut amateur.
Marmande reste en Pro D2 jusqu'en 2002-2003 puis le club redescend en Fédérale 1.

### Fusion avec l'Union sportive casteljalousaine, création de l'URMC
Le 10 avril 2007, le club fusionne avec l'Union sportive casteljalousaine et prend le nom de Union rugby Marmande Casteljaloux. Jean-François Fonteneau, alors président de l’US Casteljaloux, est président du nouveau club ainsi créé. Cette fusion a pour objectif de former une entité capable de jouer les premiers rôles en Fédérale 1, voire de viser la Pro D2. Les équipes de jeunes fusionnent également. Sous la houlette de Nicolas Escouteloup, l'Entente parvient effectivement à jouer les trouble-fêtes parmi la compétition de Fédérale 1 en se hissant à deux reprises au niveau des phases finales du trophée Jean Prat ; lors de la saison 2007-2008, et après avoir devancé Tyrosse et Périgueux lors de la phase régulière, l'URMC voit son parcours s'arrêter en huitièmes de finale après une défaite face à Aix-en-Provence (0-6). L'année suivante, c'est Lannemezan, futur vainqueur du trophée et promu en Pro D2, qui barre la route de la montée aux hommes du président Fonteneau, au terme d'une double confrontation bien maîtrisée (15-17, 23-7). Alors le dernier fait de gloire de l'URMC qui, pour la saison 2009-2010, ne parviendra pas à accéder aux phases finales du Jean Prat.

### Fin de l'entente, retour de l'Union sportive marmandaise
En 2010, l'entente entre Marmande et Casteljaloux se termine : Marmande reste en Fédérale 1 tandis que l'US Casteljaloux reprend son indépendance et repart en séries régionales (Promotion Honneur) du comité Périgord Agenais pour la saison 2010-2011. Un « divorce » qui, pourtant, n'empêchera pas l'Union sportive marmandaise de goûter de nouveau aux joies des phases finales, qui plus est face à un adversaire prestigieux, l'AS Béziers emmenée par son ouvreur international néo-zélandais, Andrew Mehrtens (double revers 22-25 et 13-19).
Les saisons suivantes sont plus compliquées : l'US Marmande est reléguée en Fédérale 2 au terme de la saison 2012-2013. Une division dans laquelle elle recroisera la route... de l'US Casteljaloux, montée entre-temps de plusieurs divisions. Le 22 novembre 2014, dans un stade de Lirac comble, les deux anciens comparses de l'URMC se rencontrent pour la première fois depuis la dé-fusion (victoire sur le fil de Casteljaloux 15-12). Au retour, l'US Marmande prendra le meilleur sur son voisin (succès 16-11).  
Au terme de la saison 2017-2018, Marmande est promu en Fédérale 1. Marmande termine 8e de sa poule en avril 2019.   
Les saisons 2019-2020 et 2020-2021 sont interrompues en raison de la situation sanitaire.
En 2022, le club est promu dans le nouveau championnat de Nationale 2.

## Identité visuelle

### Couleurs et maillots
Les couleurs historiques du club sont le bleu roi et le blanc. Depuis 2020, le maillot est complété par la couleur bleu marine qui contraste avec le bleu roi.

### Logo
En 2021, un nouveau logo est adopté, incluant un plant de tomates, une espèce végétale emblématique de la région marmandaise.

Évolution du logo
Ancien logo.
Logo de 2011 à juillet 2021.
Logo instauré en juillet 2021.

## Palmarès
- Champion de France du groupe B (1985)
- Finaliste du Challenge Antoine Béguère (1973)
- Finaliste du championnat de fédérale (deuxième division) (1960).
- Vainqueur du Challenge de l'Espérance (1998).
- Finaliste du Challenge de l'Espérance (1973, 1988 et 2008).

## Les finales du club
Championnat de France groupe B
| Date        | Vainqueur   | Finaliste   | Score   | Lieu                      | Spectateurs |
| ----------- | ----------- | ----------- | ------- | ------------------------- | ----------- |
| 19 mai 1985 | US Marmande | SA Hagetmau | 15 - 11 | Stade Jean Trillo, Condom | 7 826       |

## Personnalités du club

### Effectif actuel (2021-2022)
| Nom                       | Poste     | Naissance         | Nationalité sportive | Sélections | Dernier club            | Arrivée au club (année) |
| ------------------------- | --------- | ----------------- | -------------------- | ---------- | ----------------------- | ----------------------- |
| Mehdi Ahaouche            | Pilier    | 9 mai 1996        | Maroc                |            | AS Fleurance            | 2019                    |
| Jérémy Barès              | Pilier    | 20 juin 1987      | France               |            | ?                       | ?                       |
| Mathieu Barres            | Pilier    | 2 février 1983    | France               |            | RC Strasbourg           | ?                       |
| Mathis Dumain             | Pilier    | 11 avril 1990     | France               |            | US Dax                  | 2021                    |
| Julien Moretto            | Pilier    | 23 septembre 1992 | France               |            | Stade langonnais        | 2019                    |
| Fabien Vial               | Pilier    | 21 mai 1995       | France               |            | Stado Tarbes PR         | 2021                    |
| Axel Benjamin             | Talonneur | 9 mars 1998       | France               |            | CS Vienne               | 2021                    |
| Vicente del Hoyo          | Talonneur | 15 février 1996   | Espagne              |            | El Salvador Rugby       | 2021                    |
| Robin Pomies              | Talonneur | 20 février 2002   | France               |            | SU Agen (espoirs)       | 2021                    |
| Florent Biason            | 2e ligne  | ?                 | France               |            | ?                       | 2021                    |
| Thomas Germain            | 2e ligne  | 9 novembre 1986   | France               |            | ?                       | 2012                    |
| Pierre Marmié             | 2e ligne  | 17 mai 1994       | France               |            | Stade langonnais        | 2021                    |
| Guillaume Mortier         | 2e ligne  | 24 août 1997      | Belgique             |            | FC Oloron               | 2021                    |
| Cédric Thouchkaieff       | 2e ligne  | 23 avril 1996     | France               |            | SO Chambéry             | 2021                    |
| Benoît Broudiscou         | 3e ligne  | 17 juillet 1990   | France               |            | ?                       | 2018                    |
| Nils Carreno              | 3e ligne  | 31 mars 1998      | France               |            | ?                       | 2020                    |
| Luigi Dias                | 3e ligne  | 14 février 1998   | Portugal             |            | US Dax                  | 2021                    |
| Mehdy Djebablah           | 3e ligne  | 11 août 1993      | France               |            | RC Bon-Encontre-Boé     | 2020                    |
| Yohann Ren                | 3e ligne  | 3 septembre 1995  | France               |            | RC Strasbourg           | 2018                    |
| Hendri Storm              | 3e ligne  | 8 janvier 1995    | Afrique du Sud       |            | Border Bulldogs         | 2018                    |
| William Vaccaril          | 3e ligne  | 21 avril 1995     | France               |            | Stade aurillacois       | 2018                    |
| Hugo Vengeon              | 3e ligne  | 20 décembre 1999  | France               |            | RC Bon-Encontre-Boé     | 2021                    |
| Rémy Chateauraynaud       | Mêlée     | 26 juin 1997      | France               |            | Aviron bayonnais        | 2019                    |
| Maëlann Perret-Tourlonias | Mêlée     | 21 juin 1997      | France               |            | SA Trélissac            | 2021                    |
| Justin Simonnet           | Mêlée     | ?                 | France               |            | ?                       | 2021                    |
| Fouad Boulaghrifa         | Ouverture | 1er août 2001     | France               |            | CA Brive (espoirs)      | 2021                    |
| Enzo Kralfa               | Ouverture | 11 avril 1996     | Algérie              |            | SA Trélissac            | 2020                    |
| Dylan Pierre              | Ouverture | 18 mai 1997       | France               |            | Oyonnax rugby (espoirs) | 2019                    |
| Hugo Buzonie              | Centre    | 7 janvier 2000    | France               |            | SU Agen (espoirs)       | 2020                    |
| Jovelian de Koker         | Centre    | 28 février 1992   | Afrique du Sud       |            | Boland Cavaliers        | 2018                    |
| Cameron Gregory-Ring      | Centre    | 2 octobre 1995    | Angleterre           |            | RC Châteaurenard        | 2021                    |
| Thibault Laborde          | Centre    | ?                 | France               |            | ?                       | 2021                    |
| Andre Potgieter           | Centre    | 27 septembre 1996 | Afrique du Sud       |            | AS Fleurance            | 2019                    |
| Andrea Rabago             | Centre    | 13 mai 1996       | Espagne              |            | Stade dijonnais         | 2021                    |
| Mathieu Simple            | Centre    | 24 août 1999      | France               |            | Avenir valencien        | 2019                    |
| Gauthier Barès            | Ailier    | 9 mars 1995       | Luxembourg           |            | CM Floirac              | 2021                    |
| Baptiste Chamagne         | Ailier    | 23 mars 1993      | France               |            | Stade Rodez Aveyron     | 2019                    |
| Killian Laborde           | Ailier    | ?                 | France               |            | ?                       | 2021                    |
| Lucas Laporte             | Ailier    | 20 août 1999      | France               |            | SU Agen (espoirs)       | 2019                    |
| Raphaël Rioualen          | Arrière   | 31 janvier 1997   | France               |            | SU Agen (espoirs)       | 2019                    |

### Joueurs emblématiques
- Albert Ferrasse
- Alain Moretti‌[6]
- Sébastien Bonetti
- Stéphane Castaignède
- Jean-Jacques Crenca
- Jérôme Miquel